# Нью-Зіленд Найтс
«Нью Зіланд Найтс» (англ. New Zealand Knights FC) — новозеландський футбольний клуб, був єдиним професіональним футбольним клубом в країні до свого закриття, заснований на базі клубу «Футбол Кінгз». Базувався в Окленді, Нова Зеландія і виступав у вищій лізі Австралії А-Лізі, пізніше поступившись своїм місце іншому новозеландському клубу «Веллінгтон Фенікс».

## Історія
«Футбол Кінгз» (також відомий як «Окленд Кінгз» в Австралії) приєднався до австралійської Національної футбольної ліги в 1999 році, де виступав в останніх п'яти сезонах ліги, жодного разу не пробившись у плей-оф. Клуб спочатку використовував назву «Kings», однак змушений був змінити на «Kingz» після погроз від баскетбольної франшизи «Сідней Кінгс».
Футбольний бренд «Kingz» було ліквідовано в 2004 році, разом із Національною футбольною лігою, а клуб був реорганізований у «Нью-Зіленд Найтс», ставши новою франшизою для нового австралійського чемпіонату, А-Ліги. Дослідження ринку, проведене клубом для визначення життєздатності нової ідентичності для команди, показало, що 76 % респондентів висловилися за зміну імені. Коли це дослідження було зосереджено на осіб у віці 35 років і молодше, відсоток на користь зміни виріс до 90 %. Крім того, ім'я «Лицарі» стало лідером на 30 % від другого за популярністю варіанту із запропонованих в опитуванні.
Колишній президент клубів «Футбол Кінгз» і «Вайтакере Сіті» Ентоні Лі був призначений президентом Лицарів, а колишній генеральний менеджер «Футбол Кінгз» Гай Геддервік призначений виконавчим директором клубу.
Акціонерами команди стали «Octagon Sport» (Браян Кацан і його партнер Моріс Кокс) володіли 60 %, Ентоні та його «Total Football» Ltd. 20 %, іншими акціонерами були Sky Television — 5 %, Кріс Тернер — 10 % і Футбольна асоціація Нової Зеландії — 5 %. Єдиним великим спонсором команди став рітейлер Zero's New Zealand, з яким був укладений контракт на три сезони.
26 жовтня 2004 року Лицарі були підтверджені в статусі одного з восьми клубів-засновників А-Ліги. Джон Едсхед, який був головним тренером збірної Нової Зеландії під час їх першого виступу на чемпіонаті світу 1982 року, був призначений на посаду головного тренера новоствореного клубу, а першим капітаном команди був підписаний колишній гравець клубу АПЛ «Лідс Юнайтед» Денні Гей.
Незважаючи на те, що клуб придбав кілька гравців з великим досвідом в англійському футболі, багато експертів не оцінили Лицарів як серйозних претендентів на титул А-Ліги, вони вважалися скоріше головними аутсайдерами. Так і вийшло: у кінці дебютного сезону команда опинилася на останньому місці в чемпіонаті.
У квітні 2006 року Едсхед подав у відставку у зв'язку з поганим виступом у минулому сезоні. Через місяць після його відставки в. о. головного тренера Пол Невін був призначений головним тренером на постійній основі. В кінці жовтня 2006 року стали з'являтися чутки про те, що в зв'язку з поганим виступом у чемпіонаті і низькою відвідуваністю на «Норт-Гарбор Стедіум» Футбольна федерація Австралії розглядає можливість відкликання ліцензії у новозеландської команди і передачі його місце новій команді з сезону 2007/08.
15 листопада 2006 року правління звільнило Невіна у зв'язку з поганими результатами.
У грудні чутки про відкликання ліцензії посилилися і пізніше підтвердилися після того, як Футбольна асоціація Нової Зеландії заявила, що не бачить в цьому нічого поганого. ФФА продовжила висловлювати невдоволення низькою відвідуваністю, поганими результатами команди і відсутністю вітчизняних гравців. 14 грудня ФФА відкликала ліцензію у власників клубу. Футбольна асоціація Нової Зеландії взяла на себе управління клубом протягом п'яти турів, що залишилися до кінця чемпіонату, головним тренером був призначений головний тренер збірної Нової Зеландії Ріки Герберт. Фактично команда розпустилася після останнього матчу регулярного чемпіонату проти «Перт Глорі» 21 січня 2007 року.
Після деяких затримок, 19 березня 2007 року було оголошено що місце Лицарів займе новий клуб з Нової Зеландії «Веллінгтон Фенікс».
У 2013 році з'являлася інформація про можливе повернення Лицарів чи іншого клубу з Окленда в А-лігу. Зростаюча відвідуваність на домашніх матчах «Веллінгтон Фенікс» змусила говорити про можливий попит на другий новозеландський клуб в лізі.

## Статистика виступів в А-Лізі
| Сезон   | Місце | І  | В | Н | П  | МЗ | МП | РМ  | О  | Найкращий результат                               | Найгірший результат                        |
| ------- | ----- | -- | - | - | -- | -- | -- | --- | -- | ------------------------------------------------- | ------------------------------------------ |
| 2005/06 | 8     | 21 | 1 | 3 | 17 | 15 | 47 | -32 | 6  | 2:0 проти «Сентрал-Кост Марінерс» 10 вересня 2005 | 0:4 проти «Ньюкасл Джетс» 18 вересня 2005  |
| 2006/07 | 8     | 21 | 5 | 4 | 12 | 13 | 39 | -26 | 19 | 3:1 проти «Квінсленд Роар» 29 грудня 2006         | 0:5 проти «Квінсленд Роар» 15 вересня 2006 |

## Головні тренери
| Ім'я               | Початок роботи | Закінчення роботи | Статистика | Статистика | Статистика | Статистика | Статистика | Статистика | Статистика | Статистика |
| Ім'я               | Початок роботи | Закінчення роботи | М          | В          | Н          | П          | ЗМ         | ПМ         | РМ         | Очки       |
| ------------------ | -------------- | ----------------- | ---------- | ---------- | ---------- | ---------- | ---------- | ---------- | ---------- | ---------- |
| Джон Едсхед        | січень 2005    | квітень 2006      | 21         | 1          | 3          | 17         | 15         | 47         | -32        | 6          |
| Пол Невін          | травень 2006   | листопад 2006     | 12         | 2          | 1          | 9          | 4          | 26         | -22        | 7          |
| Баррі Сіммондсв.о. | листопад 2006  | листопад 2006     | 4          | 0          | 2          | 2          | 3          | 8          | -5         | 2          |
| Рікі Герберт       | грудень 2006   | січень 2007       | 5          | 3          | 1          | 1          | 6          | 5          | 1          | 10         |
| Разом              | серпень 2005   | січень 2007       | 42         | 6          | 7          | 29         | 28         | 86         | -58        | 25         |